# Тшцинисько
Тшцинисько (пол. Trzcinisko, нім. Schönrohr) — село в Польщі, у гміні Цедри-Великі Ґданського повіту Поморського воєводства.
Населення — 213 осіб (2011).
У 1975-1998 роках село належало до Гданського воєводства.

## Демографія
Демографічна структура станом на 31 березня 2011 року:
|          | Загалом | Допрацездатний вік | Працездатний вік | Постпрацездатний вік |
| -------- | ------- | ------------------ | ---------------- | -------------------- |
| Чоловіки | 114     | 20                 | 88               | 6                    |
| Жінки    | 99      | 15                 | 66               | 18                   |
| Разом    | 213     | 35                 | 154              | 24                   |